# Cineraria deltoidea
Cineraria deltoidea là một loài thực vật có hoa trong họ Cúc. Loài này được Sond. mô tả khoa học đầu tiên năm 1850.